# Nowa Morawa
Nowa Morawa (deutsch: Neumohrau auch Neu Mohrau) ist ein Ort in der Stadt- und Landgemeinde Stronie Śląskie im Powiat Kłodzki der Woiwodschaft Niederschlesien in Polen. Es liegt sechs Kilometer südlich von Stronie Śląskie (Seitenberg) in Grenznähe zu Tschechien.

## Geographie und Klima
Nowa Morawa liegt an der oberen Mohre (polnisch Morawka) im Glatzer Schneegebirge am Westhang des Bielengebirges. Durch den Ort verläuft die Straße, die über den 817 m hohen Platzenberger Pass (Przełęcz Płoszczyna; tschechisch Kladské sedlo) nach Staré Město (Altstadt) in Mähren führt. Nachbarorte sind Stara Morawa (Alt Mohrau) und Bolesławów (Wilhelmsthal) im Norden, Młynowiec (Mühlbach) im Nordosten, Kamienica (Kamnitz) im Westen und Kletno (Klessengrund) im Nordwesten. Jenseits der Grenze zu Tschechien liegen die mährischen Ortschaften Nová Seninka (Spieglitz), Nový Rumburk (Neu Rumburg) und Kunčice (Kunzendorf).
Die Gebirgslage führt zu einem kühlen und niederschlagsreichen Klima. Der acht Kilometer südwestlich gelegene 1425 Meter hohe Glatzer Schneeberg (polnisch Śnieżnik Kłodzki, tschechisch Králický Sněžník) ist an bis zu acht Monaten im Jahr mit Schnee bedeckt.

## Geschichte
Neumohrau wurde 1596 als Kolonie von Altmohrau gegründet. Es gehörte zur Grafschaft Glatz und war im Besitz der Böhmischen Kammer. 1684 bestand es aus einer Brettmühle und 19 Stückleuten. In diesem Jahre erwarb es zusammen mit anderen Kammerdörfern im Landecker Distrikt der Glatzer Landeshauptmann Michael Wenzel von Althann. Er bildete aus den erworbenen Dorfschaften die Herrschaft Seitenberg. 
Nach dem Ersten Schlesischen Krieg 1742 und endgültig mit dem Hubertusburger Frieden 1763 fiel Neumohrau zusammen mit der Grafschaft Glatz an Preußen. Anfang des 19. Jahrhunderts bestand es aus 32 Gärtner- und Häuslerstellen. Nach der Neugliederung Preußens gehörte es ab 1815 zur Provinz Schlesien und war zunächst dem Landkreis Glatz und ab 1818 dem neu geschaffenen Landkreis Habelschwerdt eingegliedert, mit dem es bis 1945 verbunden blieb. 1874 wurde aus den Landgemeinden Kamnitz, Klessengrund und Neumohrau der Amtsbezirk Kamnitz gebildet, der 1892 um die Landgemeinde Wilhelmsthal erweitert und zugleich in „Amtsbezirk Wilhelmsthal“ umbenannt wurde. 1880 wurde die Straßenverbindung von Bad Landeck nach Staré Město (Mährisch Altstadt) ausgebaut. Danach entwickelte sich Neu Mohrau zu einem beliebten Erholungs- und Wintersportort. 1939 wurden 252 Einwohner gezählt. 
Als Folge des Zweiten Weltkriegs fiel Neu Mohrau 1945 mit dem größten Teil Schlesiens an Polen und wurde in Nowa Morawa umbenannt. Die deutsche Bevölkerung wurde weitgehend vertrieben. Die neu angesiedelten Bewohner waren teilweise Zwangsumgesiedelte aus Ostpolen, das an die Sowjetunion gefallen war. Die Zahl der Einwohner ging deutlich zurück, wodurch zahlreiche Häuser dem Verfall preisgegeben wurden. In den Jahren 1975–1998 gehörte Nowa Morawa zur Woiwodschaft Wałbrzych (Waldenburg). Seit der politischen Wende von 1989 nimmt die touristische Bedeutung von Nowa Morawa zu.

### Kolonie Mutiusgrund
Die „Kolonie Mutiusgrund“ wurde 1792 durch den damaligen Besitzer der Herrschaft Seitenberg, den königlichen Justizrat Franz Bernhard von Mutius auf Altwasser und Gellenau angelegt. Sie wurde später mit der Landgemeinde Neu Mohrau vereint und bestand 1815 aus acht Kolonistenhäusern.